# James Loy
James Milton Loy (Altoona (Pensilvania), Estados Unidos, 10 de agosto de 1942) es un almirante retirado de la Guardia Costera de los Estados Unidos que se desempeñó como Secretario de Seguridad Nacional de los Estados Unidos en 2005 y subsecretario de Seguridad Nacional desde el 4 de noviembre de 2003 hasta el 1 de marzo de 2005. Antes de su nombramiento como subsecretario ejerció como segundo administrador de la Administración de Seguridad en el Transporte de 2002 a 2003, y antes de eso como comandante de la Guardia Costera de 1998 a 2002.

## Trayectoria
Loy se desempeñó como oficial comisionado en la Guardia Costera, sirvió en combate como oficial al mando de un bote patrullero en la guerra de Vietnam y finalmente ascendió al rango de almirante. En mayo de 1998, Loy se convirtió en el vigésimo primer Comandante de la Guardia Costera, cargo que ocupó hasta 2002.
El 7 de abril de 2005, Cohen Group anunció que Loy se había unido a la firma como Consejero principal, a partir del 18 de abril. El 5 de agosto de 2005, Loy se unió a la Junta Directiva de Lockheed Martin.